# Picradeniopsis
Picradeniopsis là một chi thực vật có hoa trong họ Cúc (Asteraceae).

## Loài
Chi Picradeniopsis gồm các loài: